# Burg Baasem
Die Burg Baasem ist eine abgegangene Wasserburg in Baasem, einem Ortsteil von Dahlem in Nordrhein-Westfalen.
Die Burg ist vermutlich aus einem Herrenhof hervorgegangen, der bereits 950 in einer Urkunde König Ottos als „Basen villare“ erwähnt wird.
Im Hochmittelalter wurde ein Ortsadelsgeschlecht bekannt, welches zum Ende des Mittelalters ausstarb. Damit wurde die Burg zum einfachen adligen Herrenhaus. Nochmals aktenkundig wird die Burg im 17. Jahrhundert, als sie im Jahre 1606 einschließlich „Graben, Weyern, Hoff“ von Heinrich von Elverfeldt an Johann von Heimbach verkauft wird. Dieser verkaufte sie 1649 an Friedrich von Engelberg. Das später verarmte Geschlecht der von Engelberg blieb Besitzer bis in das 18. Jahrhundert.
Die südwestlich der Kirche gelegene Wasserburg dürfte schon im 18. Jahrhundert aufgegeben und abgerissen worden sein.